# Tenomerga moultoni
Tenomerga moultoni is een keversoort uit de familie Cupedidae. De wetenschappelijke naam van de soort is voor het eerst geldig gepubliceerd in 1910 door Gestro.